# S-300W
S-300W – rakietowy system przeciwlotniczy produkcji radzieckiej i rosyjskiej klasy ziemia-powietrze, od niskiego do wysokiego pułapu, przeznaczony do zwalczania celów powietrznych i taktycznych rakietowych pocisków balistycznych. Należy go odróżnić od niespokrewnionych z nim systemów wojsk obrony powietrznej serii S-300P.

## Historia
Prace nad rodziną systemów przeciwlotniczych oznaczoną S-300 prowadzono od końca lat 60. XX wieku, z zamiarem stworzenia po raz pierwszy w ZSRR uniwersalnego systemu przeciwlotniczego dla wojsk obrony powietrznej, lądowych i marynarki, służącego do zwalczania celów na dużych i małych wysokościach. Ich podstawa było postanowienie Rady Ministrów ZSRR z 27 maja 1969 roku. Prace prowadzone w biurze konstrukcyjnym Ałmaz doprowadziły do powstania systemu zdolnego do zwalczania celów aerodynamicznych, który jednak spełnił wymagania tylko wojsk obrony powietrznej (S-300P) i marynarki (S-300F). Wojska lądowe jednak od początku stawiały systemowi wyższe wymagania zdolności do zwalczania taktycznych i operacyjno-taktycznych rakiet balistycznych państw NATO, które mogły być użyte przeciw nacierającym radzieckim wojskom w razie wojny w Europie. W konsekwencji, wojska lądowe ostatecznie zamówiły rozwój odrębnego systemu S-300W, zdolnego także do obrony przeciwrakietowej, Naukowo-Badawczemu Instytutowi Elektromechanicznemu w Moskwie (NIEMI, późniejsze biuro Antiej). Nowy system miał być następcą samobieżnego systemu 2K11 Krug.
Zadanie zwalczania rakiet balistycznych wymagało opracowania pocisków o znacznie większej prędkości lotu od dotychczasowych, oraz nowych stacji radiolokacyjnych zdolnych do śledzenia niewielkich celów poruszających się z dużą prędkością. Pierwsze doświadczalne elementy zestawu testowano w 1974 roku na poligonie Emba w republice kazachskiej. Pierwsze skuteczne przechwycenie celu balistycznego miało tam miejsce w kwietniu 1980 roku, a łącznie podczas prób zestrzelono ich około 60. Pierwsza wersja systemu S-300W1, oznaczona też indeksem GRAU 9K81, została przyjęta na uzbrojenie Armii Radzieckiej w 1983 roku.

## Opis
System ten został pierwotnie opracowany w celu wzmocnienia i ewentualnie zastąpienia systemu 2K11 Krug na poziomie frontu i armii. W rzeczywistości opracowano system wyposażony w dwa rodzaje pocisków: 9M82 (kod NATO: SA-12B Giant) oraz 9M83 (kod NATO: SA-12A Gladiator). Pierwszy z nich ma charakter strategiczny, drugi natomiast taktyczny, co determinuje, przede wszystkim, zasięg tych pocisków. Podział taki ma znaczenie z uwagi na zakładane cele tych pocisków – o ile celami pocisków 9M83 były w pierwszym rzędzie samoloty i inne statki powietrzne, w tym także pociski manewrujące, o tyle pociski 9M82 skonstruowano z myślą o zwalczaniu taktycznych pocisków balistycznych (TPB) NATO: amerykańskich MGM-52 Lance i MGM-31B Pershing II oraz francuskich Pluton.
| Rodzina          | S-300W                                                          | S-300W                                                          | S-300W                                                          |
| Rodzina          | Antej-300                                                       | Antej-300                                                       | Antej-2500                                                      |
| Pocisk           |                                                                 |                                                                 | S-300WM                                                         |
| Pocisk           | 9M82                                                            | 9M83                                                            | 9M82M                                                           |
| Kod NATO         | SA-12B                                                          | SA-12A                                                          | SA-X-23                                                         |
| Kod NATO         | Giant                                                           | Gladiator                                                       |                                                                 |
| Cel              | taktyczne pociski balistyczne                                   | samoloty (głównie)                                              | samoloty + taktyczne pociski balistyczne                        |
| Zasięg           | 13 do 100 km TPB: 13/40 km                                      | 6 do 75 km TPB: 6/40 km                                         | 200 km TPB: 40 km                                               |
| Pułap            | 100 do 30 000 m                                                 | 25 do 25 000 m                                                  | 25 do 30 000 m                                                  |
| Czas reakcji     | 15 s                                                            | 15 s                                                            | 7 s                                                             |
| Kill Probability | 0,6 (cele wysoko lecące) 0,8 do 0,9 (cele nisko lecące)         | 0,6 (cele wysoko lecące) 0,8 do 0,9 (cele nisko lecące)         | 0,96                                                            |
| Naprowadzanie    | Inercyjne + komendowe + samonaprowadzanie radarowe – półaktywne | Inercyjne + komendowe + samonaprowadzanie radarowe – półaktywne | Inercyjne + komendowe + samonaprowadzanie radarowe – półaktywne |
| Wyrzutnia        | dwururowa                                                       | czterorurowa w rzędzie                                          |                                                                 |
| Długość          | 9,9 m                                                           | 7,8 m                                                           |                                                                 |
| Średnica         | 715 mm                                                          | 715 mm                                                          |                                                                 |
| Masa startowa    | 4690 kg                                                         | 2318 kg                                                         |                                                                 |
| Prędkość         | 2400 m/s                                                        | 1700 m/s                                                        |                                                                 |
| Przyśpieszenie   | 20 G                                                            | 20 G                                                            |                                                                 |
| Głowica          | 150 kg, fragmentacyjna – kierunkowa                             | 150 kg, fragmentacyjna – kierunkowa                             | 150 kg, fragmentacyjna – kierunkowa                             |
| Napęd            | dwustopniowy, silnik na paliwo stałe                            | dwustopniowy, silnik na paliwo stałe                            | dwustopniowy, silnik na paliwo stałe                            |